# القليعة (المرية)
بلدية القُلَيعة (بالإسبانية: Alcolea)‏, هي بلدية تقع في مقاطعة المرية. جنوب شرق إسبانيا. يبلغ عدد سكانها 966 نسمة.

## وصلات خارجية
- (بالإسبانية)